# 佳能 EOS 5D Mark II
佳能 EOS 5D Mark II是佳能EOS系列的一部2100万像素级别的全片幅數位單眼相機。5D Mark II作为之前大受业余摄影爱好者欢迎的全片幅机型佳能 EOS 5D的后续机型，发布于2008年9月17日。由于谐音的原因，5D Mark II在大陆和台湾用户中常被称为“無敵兔”。

## 与5D的对比
- 两千一百万像素（5616 x 3744）——5D为一千两百万像素（4368 x 2912）
- 增加sRAW1模式（一千万像素/3861 x 2574）
- 增加sRAW2模式（五百万像素/2784 x 1856）
- 98％取景器视野范围，0.71x放大率——5D为96％
- 3.9张每秒的连拍速度——5D为3fps
- DIGIC 4图像处理器——5D使用DIGIC II
- 得益于UDMA卡一次触发最多拍摄310张照片，相较于之前的5D的60张缓冲
- 3英吋（76毫米）LCD（920,000像素，VGA規格）——5D為2.5英吋（64毫米）

## 新功能

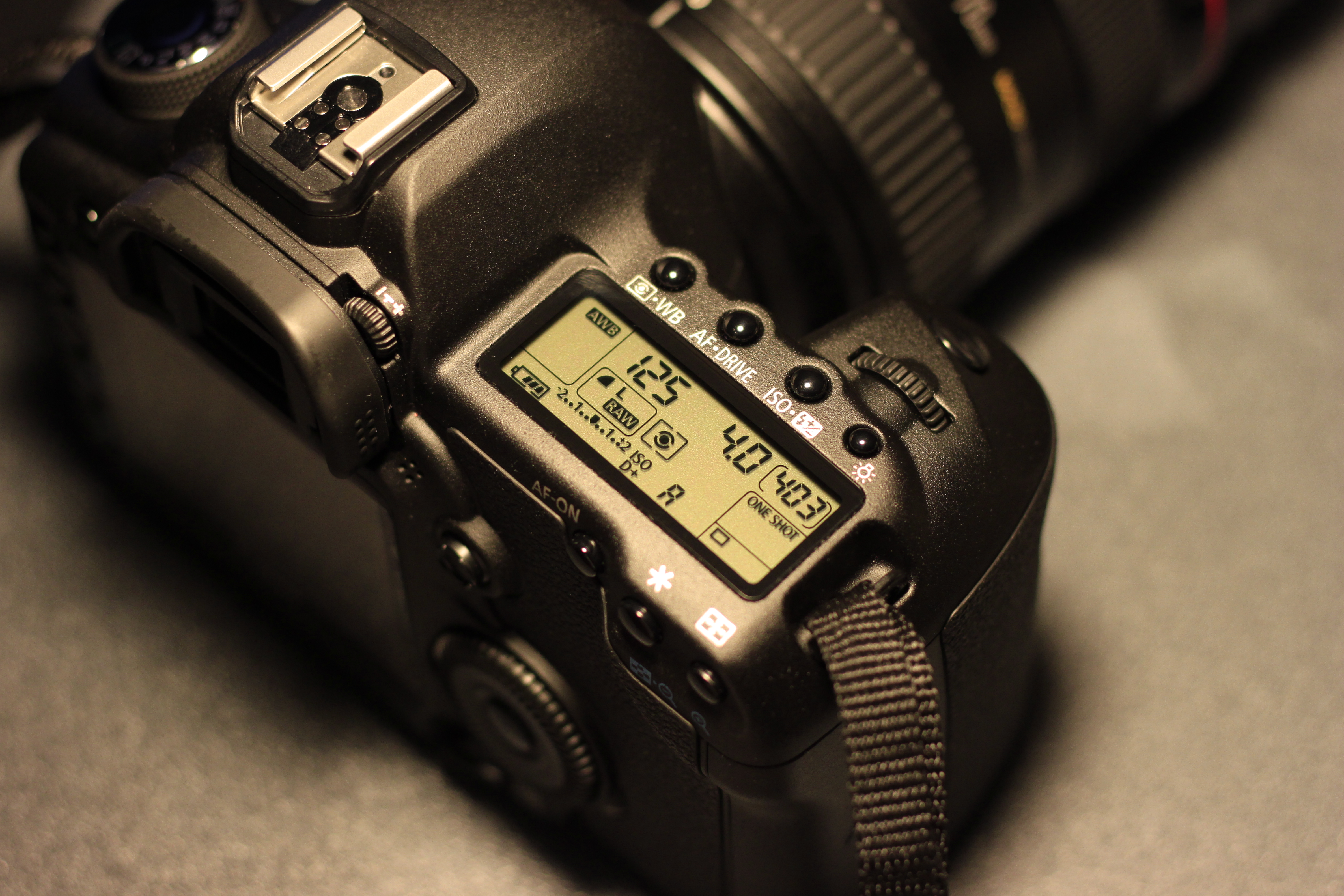
5D Mark II的肩屏

- Movie模式可以full HD 1920x1080p拍摄12分钟，或以640 x 480拍摄30分钟（4GB@30fps）
- 錄影專用的內建麦克风和用于播放的擴音器
- 麦克风孔
- 能進行自動對焦的Live view功能
- 感光度100-6400（可扩展至50-25600）
- 自动除尘系统，自动清洁感光元件
- 电池管理软件

### 錄影
这款产品最吸引人的新特性是它的1080p高畫質錄影能力。得益于佳能EF镜头的品质和全片幅感光元件的优势，錄影相较于低端的數位相机与DV拍摄的影片有十分顯著的品質提升。该产品是佳能EOS系列中第一款能錄影的机型。錄影中可以进行拍攝，但影片会暂停錄製直到拍攝完畢结束。
虽然不是第一台可錄影的數位單眼相机（第一部为尼康D90，可錄製720p影片），但却是第一款135全片幅规格，且可以摄制1080p规格影片。单段影片剪辑最大可达4GB，也就是12分钟的16:9 HD (1920 x 1080)影片，或30分钟4:3 (640 x 480)片段（依场景复杂程度不同有浮动）。
由于较大的底片规格，丰富的EF接環镜头群，以及比起專業攝影機相較低的成本，部分广告业人士，以及独立电影制作机构开始嘗試以5D Mark II取代专业攝影機。
5D Mark II 已用于週末夜現場第35季开幕的拍摄，也在美国电视连续剧豪斯医生第六季最后一集用于全程拍摄。

## 接驳非佳能镜头

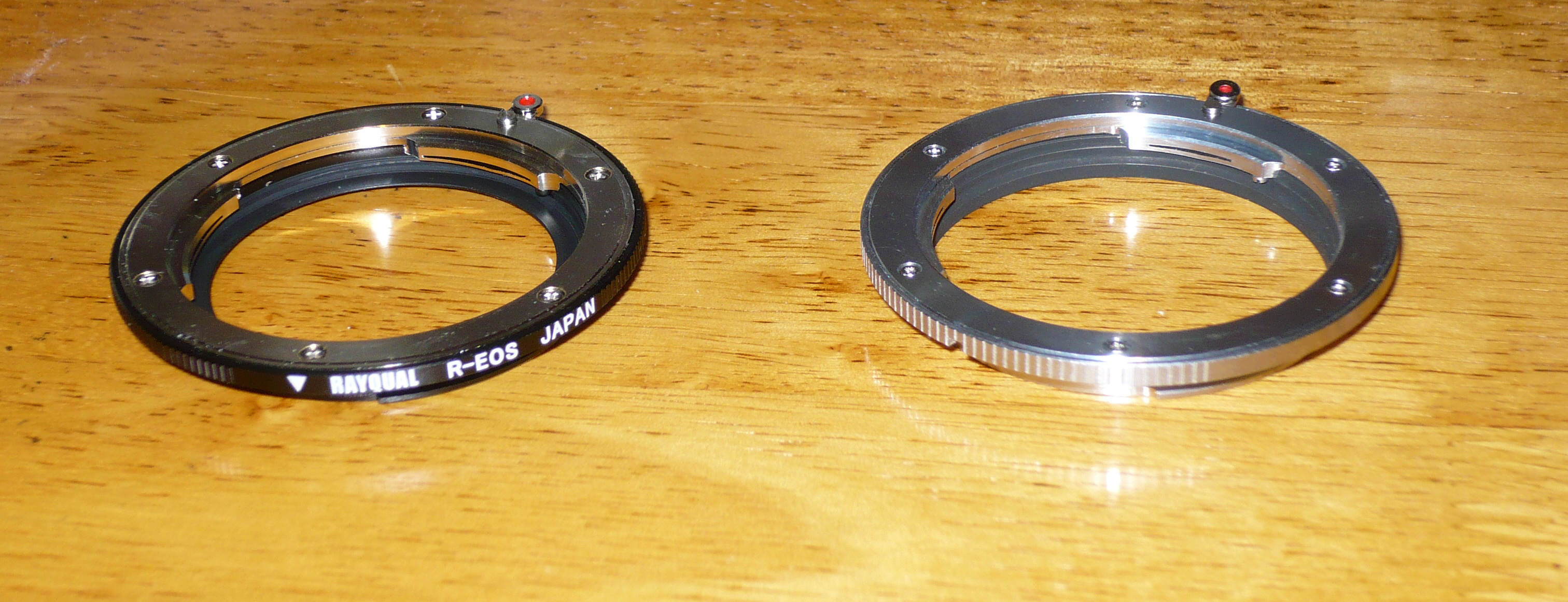
日本Rayqual REOS接口 中国产REOS接口

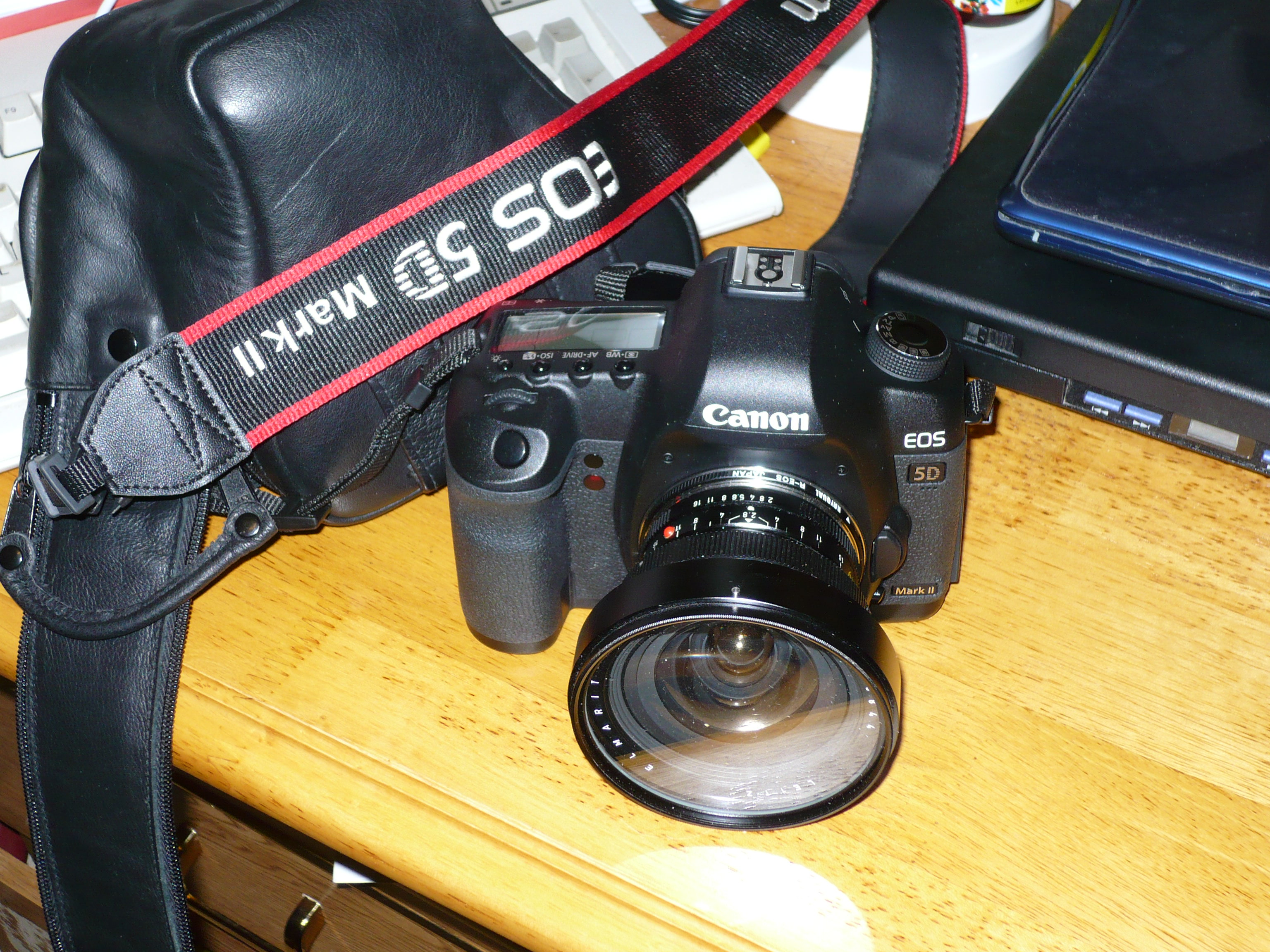
佳能 EOS 5D Mark II + 日本RAYQUAL接口 + 莱卡ELMARIT R19mm广角镜头

佳能EF卡口是在售的数码单反相机中，法兰距最短的机器；而得益于全画幅的优势，佳能 EOS 5D、EOS 5D Mark II转接其他135镜头时不需要损失视角，因此常被摄影爱好者用于驳接非佳能镜头。接口附件有Fotodiox，Novoflex和日本RAYQUAL。可接NIKON，PENTAX，LEICA等镜头。使用非佳能镜头时，必须手动对焦，但佳能 EOS 5D MARK II控制盘上的Av档，可以为非佳能镜头提供自动曝光功能。

## 缺陷
- 2008年末，部分用户发现5D Mark II在拍摄夜景时候会在所拍摄光源的右侧出现黑点，使用sRAW1拍摄时，照片可能会出现不规则的垂直条纹。这两处缺陷均已在2009年1月8日佳能官方提供的最新固件version 1.0.7中得到了很好地解决。[4]